# Honesta missio

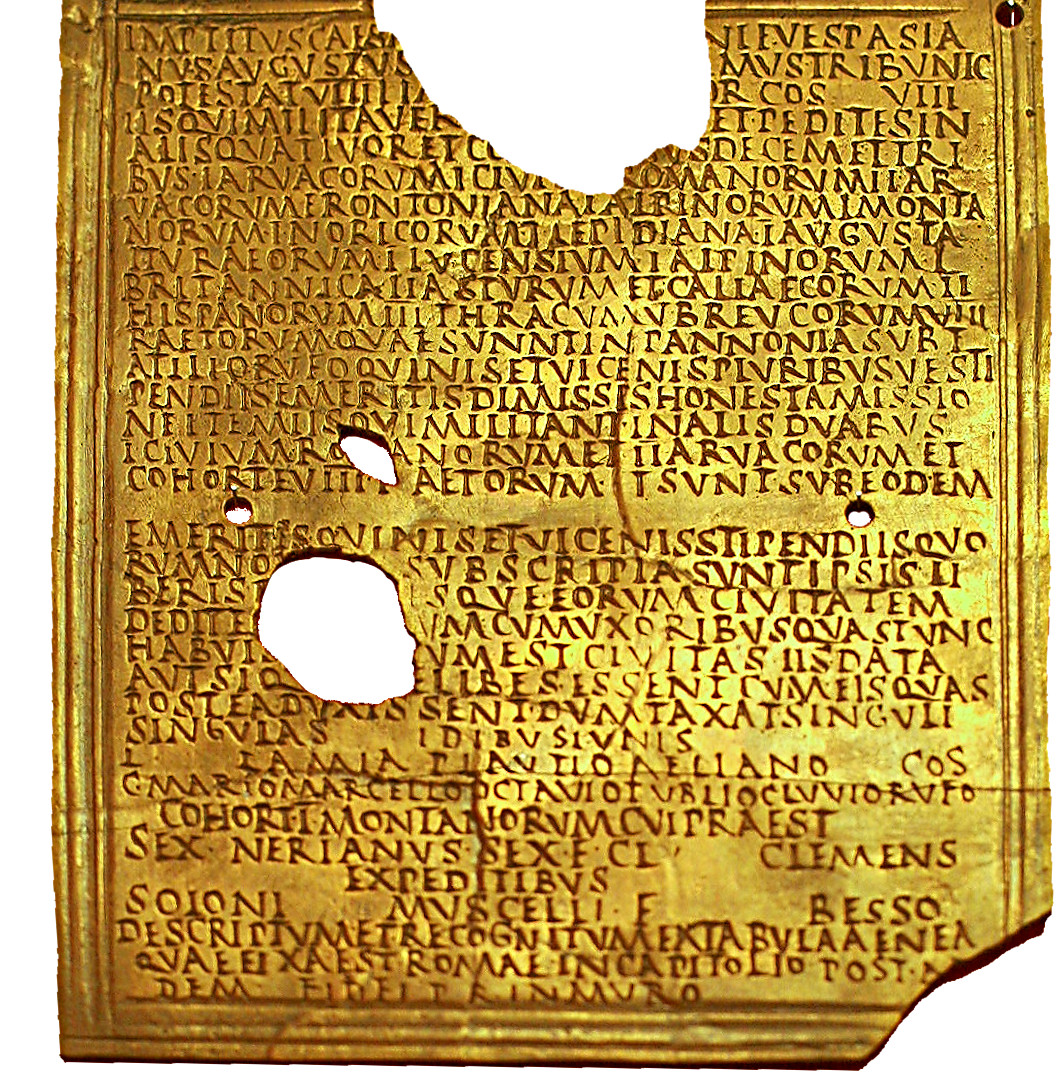
Awers dyplomu wojskowego z 13 czerwca 80 roku n.e. potwierdzającego, że pieszy Soionus Muscella z Bessów został zwolniony ze służby z honorami po upływie honestam missionem.

Honesta missio (łac. zwolnienie z honorami bądź honorowe zwolnienie) – łacińskie określenie oznaczające zwolnienie wojskowego (legionisty lub żołnierza auxilii) ze służby po upływie przewidzianego prawem terminu. Wraz z jego nadejściem żołnierz nabywał prawa weterana, w tym prawa obywatelskie i prawo do zawarcia małżeństwa, a także otrzymywał premię finansową wypłacaną przez Aerarium.
Żołnierze starożytnego Rzymu służyli w wojsku niemal przez całe życie: często wstępowali do wojska tuż po osiągnięciu dorosłości, a cywilne życie zaczynali dopiero po 25, 30 czy nawet 40 latach służby. W czasach Antoninusa Piusa ćwierć wieku służby stało się normą, ale liczne wyjątki od niej pojawiały się na pewno jeszcze w III wieku. Około połowa żołnierzy Rzymu uzyskiwała na koniec służby status weterana, reszta umierała bądź ginęła w czasie służby, lub też odchodziła z niej bez uzyskania honestae missionis
Spełnienie honestam missionem było jednym z wymogów do przyznania weteranowi dyplomu wojskowego potwierdzającego nabycie praw obywatelskich. W roku 212 Constitutio Antoniniana przyznała obywatelstwo rzymskie wszystkim wolnym mieszkańcom imperium, tym samym czyniąc wystawianie nowych dyplomów dla większości weteranów niepotrzebnym, jednak jeszcze do końca III wieku n.e. wystawiano dyplomy weteranom jednostek floty, Gwardii Pretoriańskiej i cohortes urbanae którzy wraz z nadejściem honestae missionis uzyskiwali prawo do zawarcia małżeństwa.
Mimo wycofania z użycia dyplomów wojskowych do późnego antyku przetrwał zwyczaj wystawiania podobnych dokumentów wszystkim weteranom, niezależnie od formacji w której służyli, jako potwierdzenie ich honorowego zwolnienia ze służby, a więc także nabycia wszystkich przywilejów przysługujących weteranom. Dokumenty te nazywane były w źródłach starożytnych epistolae (listy), testimonia lub testimoniales (świadectwa), w literaturze pojawia się również termin tabulae honestae missionis. Początkowo wystawiano je jedynie sporadycznie, głównie w Egipcie. Ich masowe wprowadzenie w całym imperium przypada na czasy Dioklecjana, na pewno przed 311 rokiem n.e.